# Иванов, Владимир Викторович (биатлонист)
Владимир Викторович Иванов (род. 22 февраля 1995, Кирово, Курганская область) — российский биатлонист, призёр чемпионата России. Мастер спорта России (2018).

## Биография
Владимир Викторович Иванов родился 22 февраля 1995 года в селе Кирово Кировского сельсовета Мишкинского района Курганской области, ныне село входит в Мишкинский муниципальный округ той же области.
В 2002 году друзья предложили первокласснику Иванову записаться в секцию полиатлона в селе Кирово, где занятия тренер Андрей Николаевич Тетёркин.
В 2011 году поступил в Курганский государственный колледж. Тренер КГК Иван Иванович Быков порекомендовал студента специалистам по биатлону Сергею Ивановичу Белозёрову и Александру Валентиновичу Огаркову из ОСДЮСШОР № 2 города Кургана.
Представлял Курганскую область (Спортивная школа олимпийского резерва № 1, город Курган) и параллельным зачётом Ямало-Ненецкий автономный округ (СДЮСШОР, город Лабытнанги). Тренировался под руководством Максима Геннадьевича Максимова в ГАУ ЯНАО «Центр олимпийской подготовки» г. Новый Уренгой;. Ранее также представлял Ханты-Мансийский АО.
На юниорском уровне был победителем и призёром всероссийских соревнований и первенств России в эстафетах.
На взрослом уровне: победитель чемпионата Уральского федерального округа в гонке преследования (2017); в 2018 году стал бронзовым призёром чемпионата России в гонке патрулей в составе сборной ЯНАО. 
Проживает в городе Лабытнанги Ямало-Ненецкого автономного округа.

## Награды и звания
- Мастер спорта России, 27 августа 2018 года[4]

## Семья
Отец Виктор Иванов, мать Лариса Александровна.